# Stato minimamente cosciente
Lo stato minimamente cosciente (minimally conscious state) è uno stato di coscienza alterato definito da comportamenti minimi che dimostrano una consapevolezza di sé e/o dell'ambiente.

## Definizione
Tali comportamenti sono incostanti e la consapevolezza può risultare fluttuante nel corso della giornata. La condizione può essere cronica o acuta; nel secondo caso può risultare più facilmente reversibile.
Tale stato viene considerato una possibile evoluzione dello stato comatoso, in alternativa allo stato vegetativo. In letteratura è sempre stata molto discussa la definizione esatta del termine, soprattutto visti gli aspetti in comune con lo stato vegetativo, con il quale evidenzia differenze minime, che però diventano importanti in sede di prognosi e nel trattamento da seguire.

## Criteri diagnostici
Il soggetto con responsività minima:
- ha gli occhi aperti spontaneamente o li apre se stimolato
- guarda in faccia l'esaminatore e segue con lo sguardo uno stimolo visivo
- può dare risposte intenzionali dopo ordine verbale semplice o su imitazione, ad esempio stringere la mano, muovere un dito
- in genere non parla o emette suoni non significativi
- può compiere semplici movimenti finalistici inclusi movimenti o comportamenti affettivi
- in genere riacquisisce la capacità di deglutire.

## Cause e terapia
Eventi traumatici a livello cerebrale possono portare a tale stato, in cui si evidenzia una deficienza di dopamina, un neurotrasmettitore. Rispetto allo stato vegetativo le risposte del soggetto al trattamento sono migliori, si stanno sperimentando alcuni farmaci quali agonisti del recettore della dopamina. La conoscenza del fenomeno è ancora scarsa. In uno studio del 2009 su un solo paziente Fridman et al. dimostrano come tramite una somministrazione di apomorfina, un agonista della dopamina, il paziente riacquisì la capacità di muovere gli arti su richiesta e di rispondere sì/no a domande, cosa che non riusciva a fare prima della somministrazione di apomorfina. Successivamente ci fu un recupero completo delle funzioni della coscienza e un recupero sostanziale delle capacità funzionali, sostenuta anche dopo la discontinuazione di somministrazione di apomorfina. Alla dose massima si osservò una lieve discinesia.
In letteratura si discute sulla necessità di somministrare analgesici, in quanto essendogli rimasto un minimo di coscienza,  potrebbero provare dolore nel loro stato.

## Prognosi
Elementi peggiorativi della prognosi sono: elevata febbre, precedenti interventi di tracheotomia e in generale disabilità iniziali (prima dell'evento). Inoltre è possibile valutare attraverso la risonanza magnetica funzionale la risposta del soggetto a richiami familiari, come il chiamarlo per nome. In letteratura è stato seguito il caso di Terry Wallis, che si è risvegliato dopo molti anni dal trauma.

## Numeri
In Italia si stima siano tra i 3.000 e i 3.500 i pazienti in Stato vegetativo e in Stato di Minima Coscienza. Si tratta di un numero soltanto presunto, vista la mancanza di uno studio epidemiologico in grado di fornire un riferimento più preciso. Inoltre, non va trascurata l'incidenza delle diagnosi errate, il cui margine si aggirerebbe tra il 60 ed il 70%.